# Iglesia de San Martín de Tours (Philipsburg)
La Iglesia de San Martín de Tours alternativamente también llamada Iglesia católica de San Martín de Tours (en neerlandés: Sint Martinus van Tours Kerk; en inglés: St. Martin of Tours Church o bien St. Martin of Tours Roman Catholic Church) es el nombre que recibe un edificio religioso que se encuentra ubicado en 51 Voorstraat, Voorstraat, en la ciudad de Philipsburg, en San Martín (Países Bajos) en la parte neerlandesa de la isla caribeña de San Martín en las Antillas Menores al este del Mar Caribe o mar de las Antillas.
Se trata de un templo que sigue el rito romano y depende de la diócesis católica de Willemstad con sede en la isla de Curazao. Es además una de las 3 iglesias católicas en la parte holandese de la isla siendo las otras dos la de María Estrella del Mar en la Bahía de Simpson (Mary Star of the Sea), y la de Cristo Resucitado (Risen Christ) en South Reward.
La mayoría de las misas y servicios religiosos en el templo se realizan en inglés con una sola misa en español los domingos.-
La presente iglesia en la calle Front tiene sus orígenes en 1844 cuando se colocó la primera piedra del templo. En 1933 se planteó la necesidad de una expansión y esta se llevó a cabo y culminó el 30 de mayo de 1952. Horario santa  Misa